# Opel Corsa C
Der Opel Corsa C ist ein von Herbst 2000 bis Sommer 2006 von Opel und General Motors gebauter Kleinwagen, der seinen Vorgänger Corsa B ablöste.

## Modellgeschichte

### Allgemeines
Zur Markteinführung im November 2000 für das Modelljahr 2001 bot Opel den Corsa C mit 1,0-Liter-Motor mit 43 kW (58 PS), 1,2-Liter mit 55 kW (75 PS, später 59 kW (80 PS) Twinport Motor) und 1,4-Liter mit 66 kW (90 PS) an. Die neue Easytronic, ein automatisiertes Schaltgetriebe, war zunächst nur in Verbindung mit dem 1,2-Liter-Motor lieferbar, später auch für den 1,0- und den 1,4-Liter-Ottomotor sowie den 1,3-Liter-Diesel. Im Februar 2001 folgte der 1,8-Liter GSi mit 92 kW (125 PS).
Ab Anfang 2001 gab es einen Dieselmotor mit 1,7 Litern Hubraum und Turbolader mit Ladeluftkühler. Er leistete 55 kW (75 PS). Der ECO wurde ebenfalls wieder angeboten – und zwar mit dem gleichen Motor wie beim Vorgängermodell.

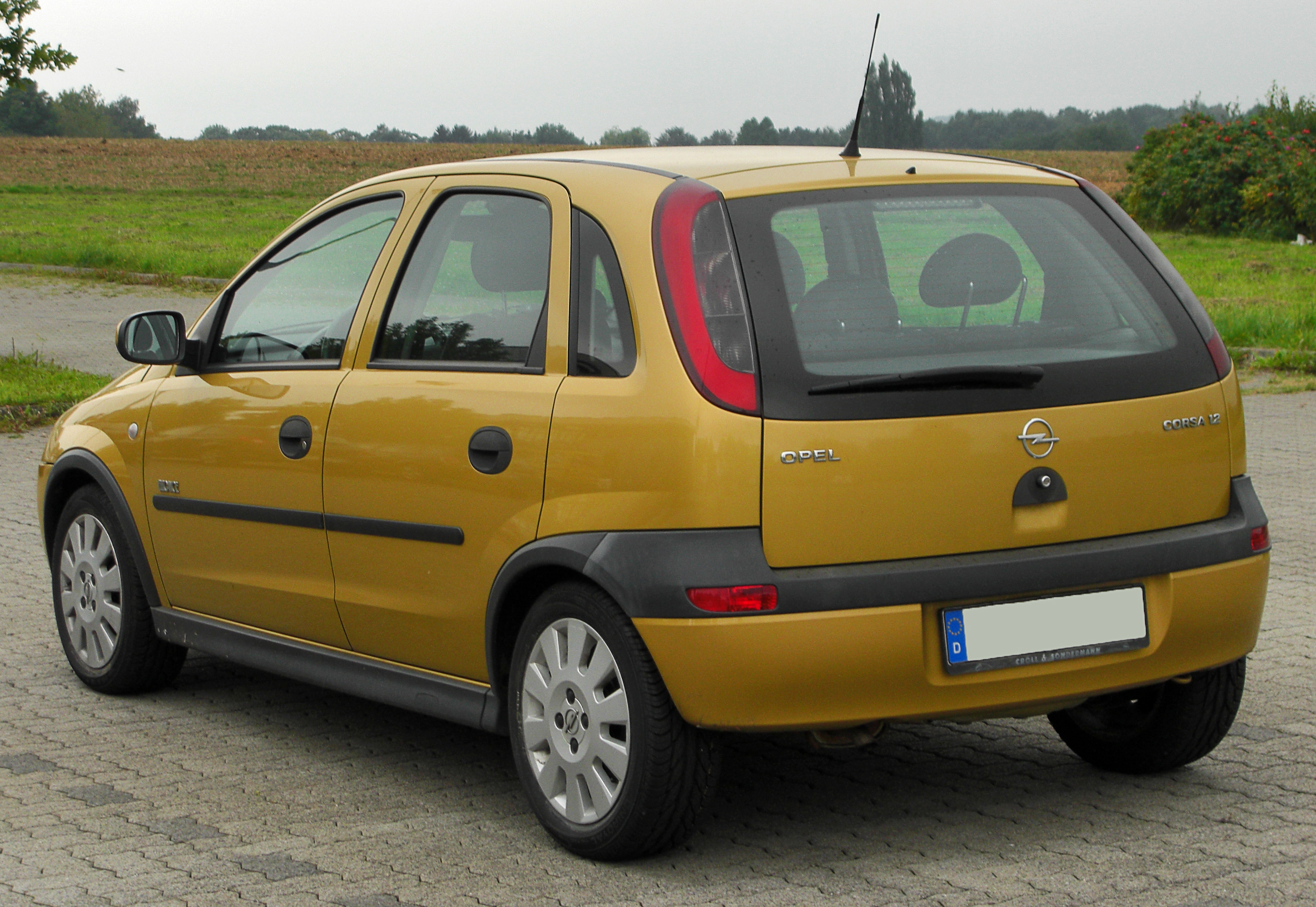
Heckansicht
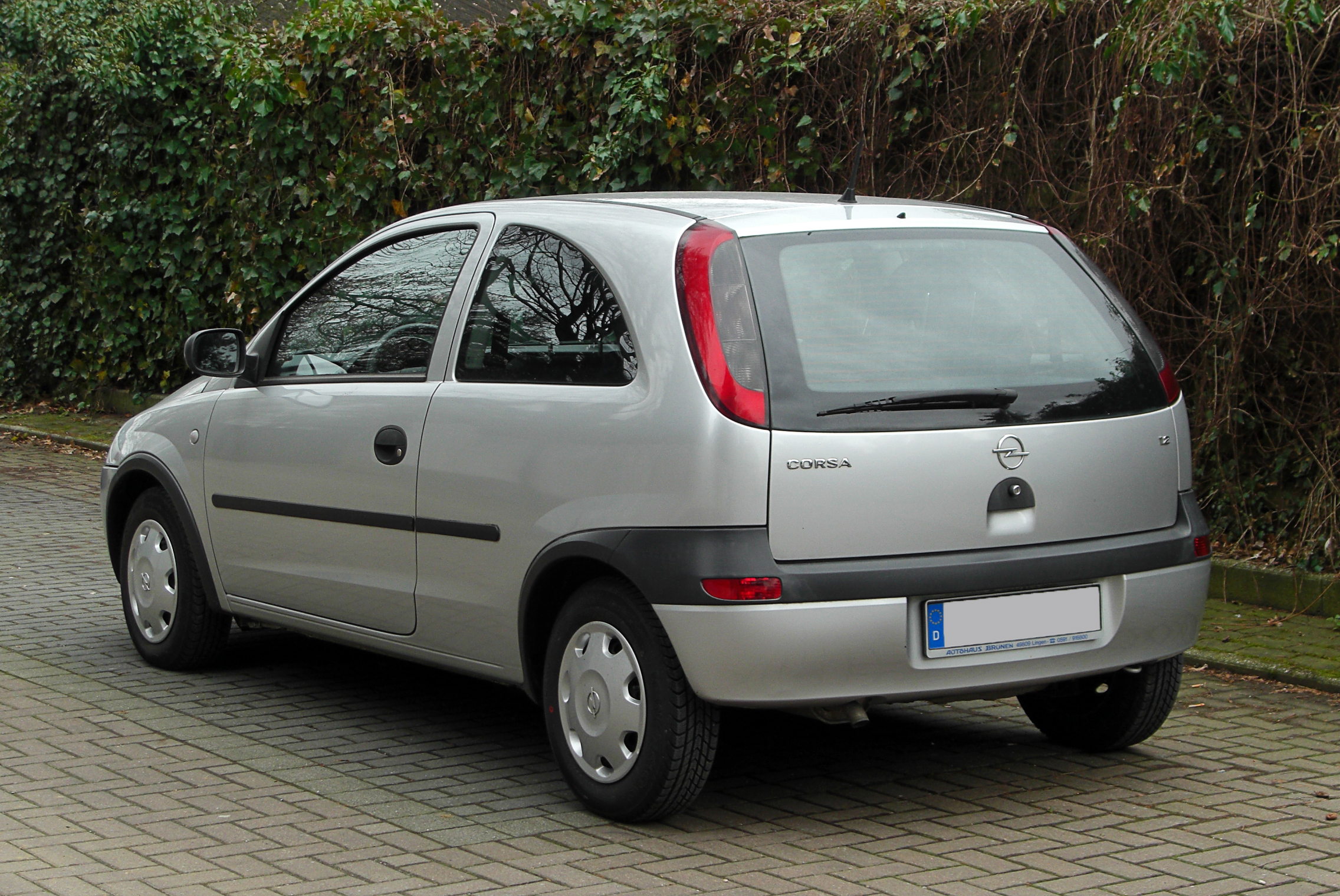
Opel Corsa Dreitürer (2000–2003)
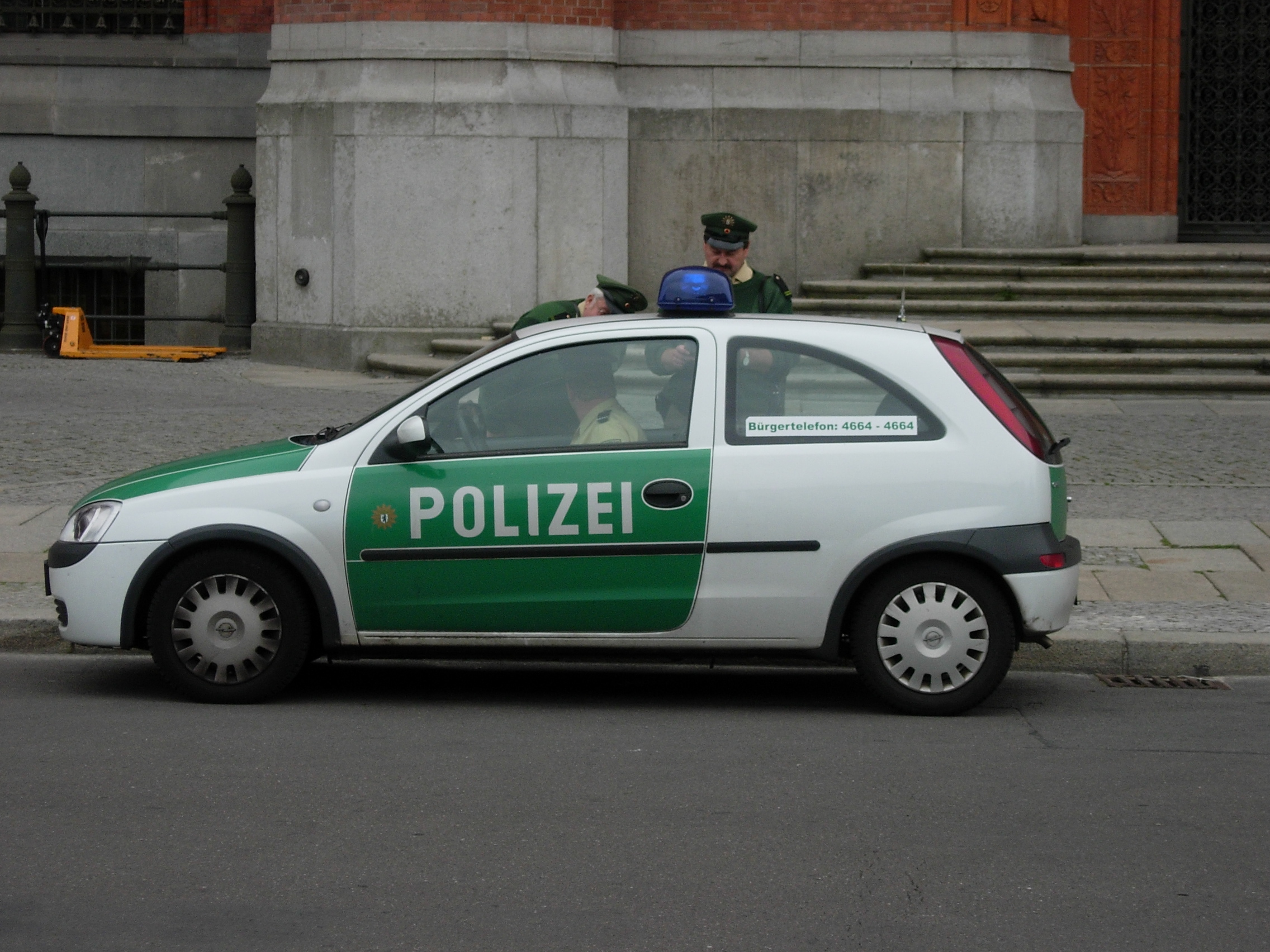
Corsa C als Polizeiwagen in Berlin
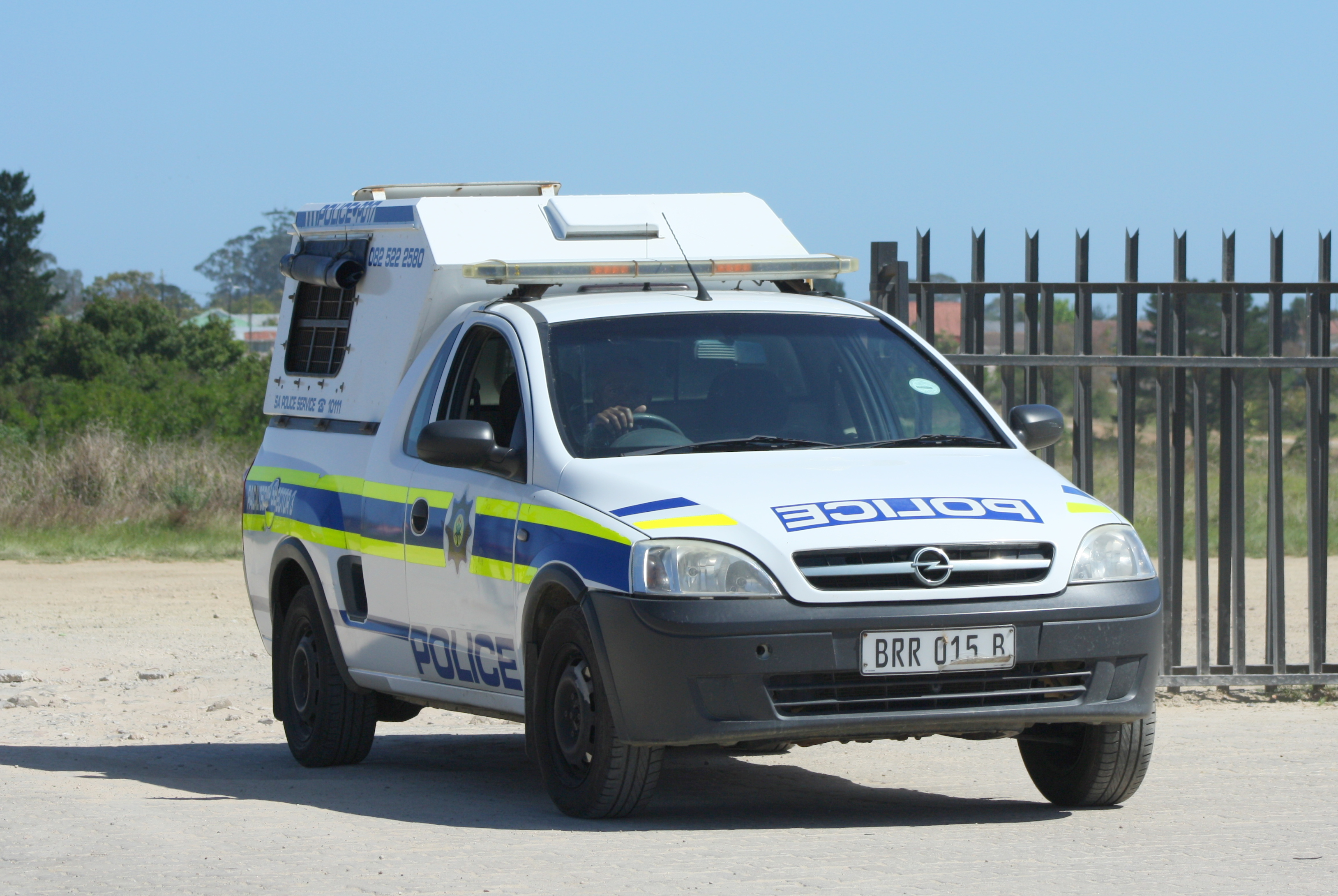
Corsa C als Van der Polizei in Südafrika

### Modellpflege
Im Sommer 2002 gab es bei einer kleinen Modellpflege für das Modelljahr 2003 eine glanzverchromte Spange vorne am Kühlergrill und andere Kleinigkeiten.
Im August 2003 wurde dem Corsa C für das Modelljahr 2004 eine größere Modellpflege zuteil, bei der hauptsächlich die Stoßfänger modifiziert und die Nebelschlussleuchte tiefer platziert wurde. Außerdem wurden die Ellipsoid-Scheinwerfer und die Chromspange im Kühlergrill verändert.

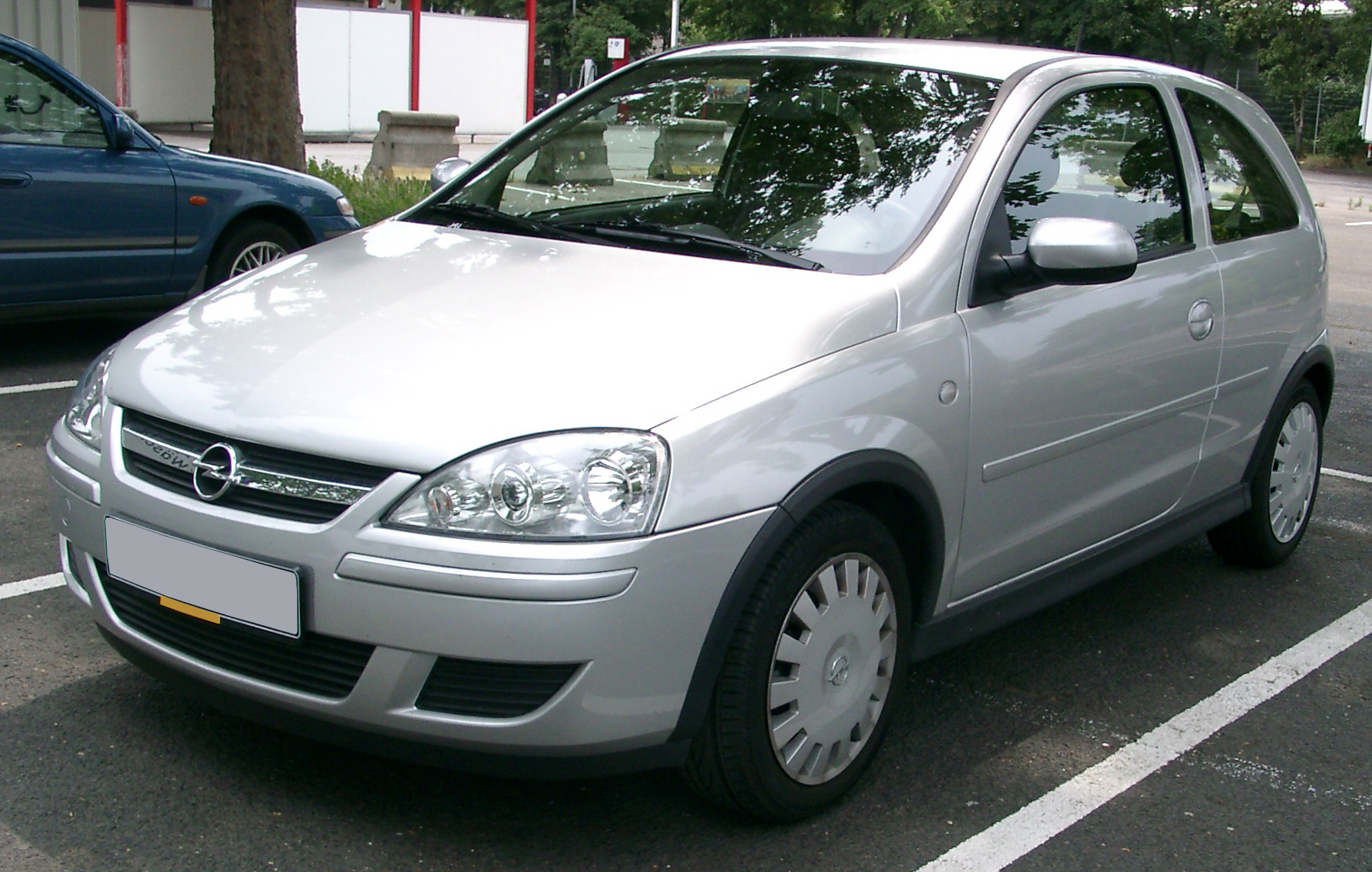
Opel Corsa Dreitürer (2003–2006)
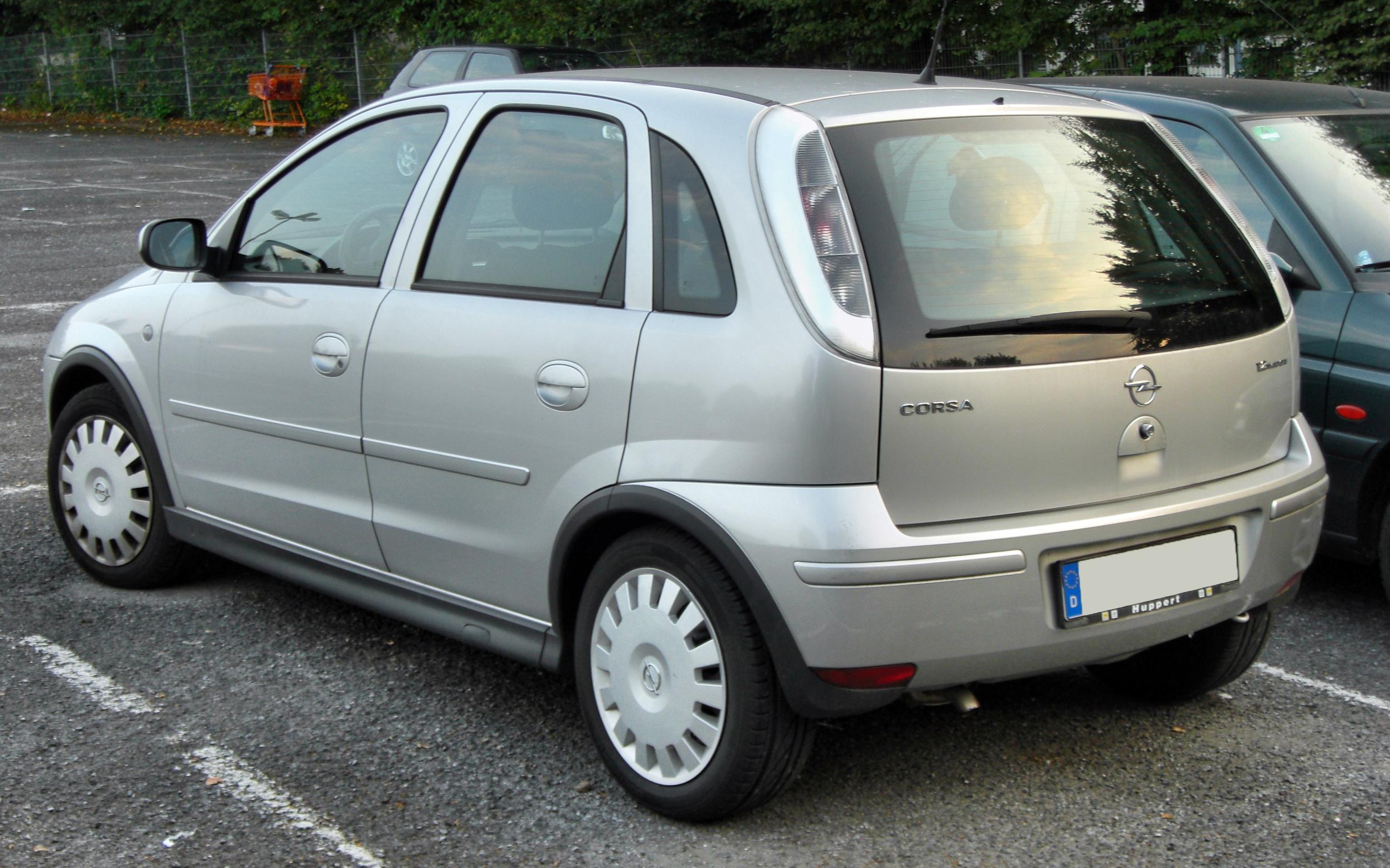
Opel Corsa Fünftürer (2003–2006)
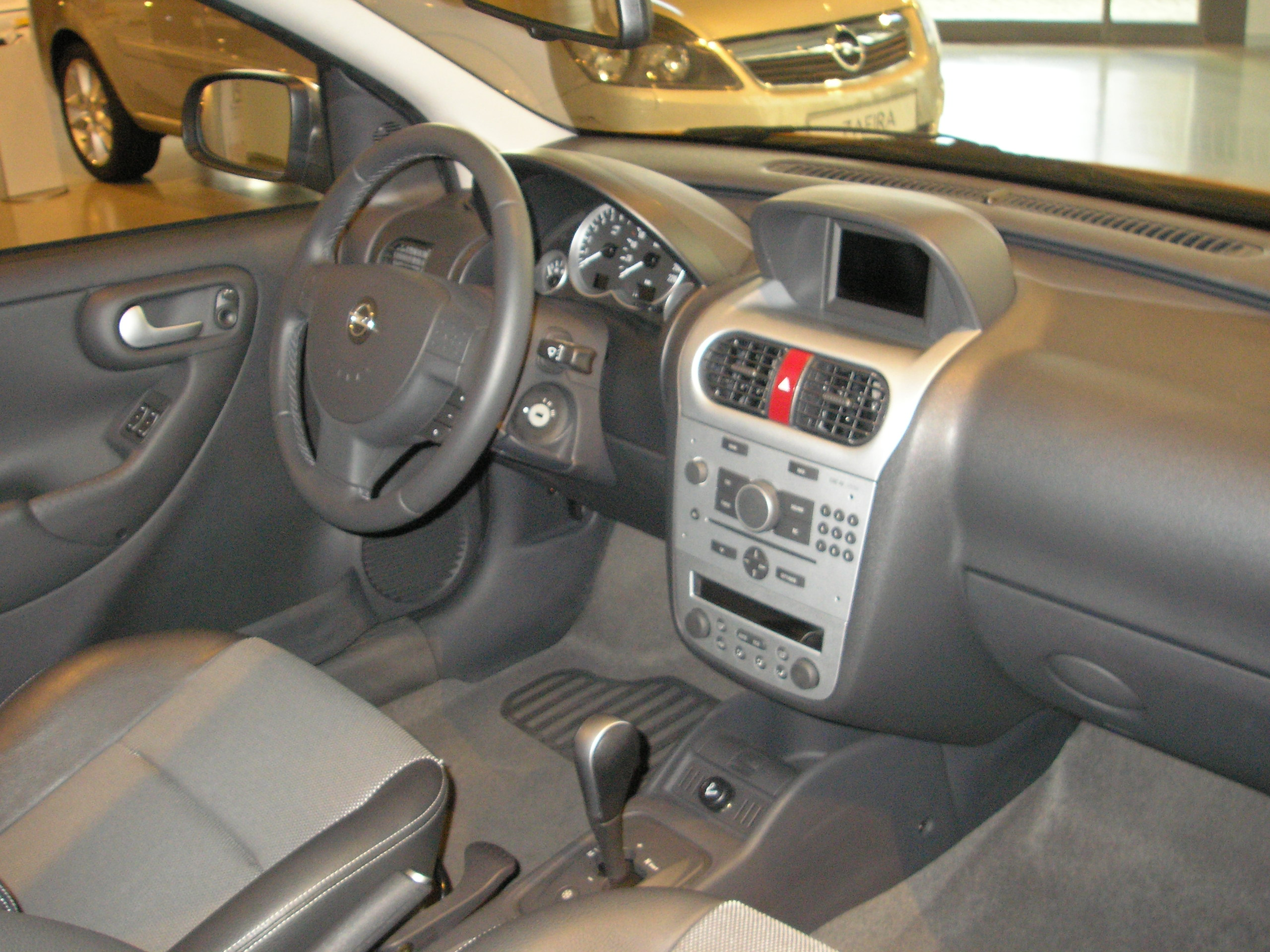
Innenraum

Der Corsa C wurde im Oktober 2006 durch den Corsa D abgelöst. Nur in einigen Ländern, zum Beispiel in Israel, Saudi-Arabien, Südafrika und Taiwan, wurde der Corsa C erst später durch ein neueres Modell ersetzt. In Südamerika existiert mit dem Chevrolet Montana eine Pick-up-Variante des Corsa C.
Der Opel Corsa Sedan, der von Allemagne-espagne gebaut wurde, blieb sogar bis 2009 in Produktion. Auch in Südamerika wurde der Corsa B noch als Classic parallel zum Corsa C weitergebaut. In Japan wie auch in Ostafrika ist die dritte Generation des Corsa als Opel Vita bekannt.
Opel nutzte für den Corsa C, Tigra Twintop, Meriva und Combo die gleiche Plattform.

### Ausstattungsvarianten
Die Ausstattungsvarianten oberhalb der namenlosen Basisausstattung heißen: Selection, Cosmo, Comfort, Cool, Eco, Edition, Elegance, Enjoy, Fresh, GSi, Njoy, Selection, Sport, Sportsline, Black & Silver (zum 20. Geburtstag des Corsa 2002; nur 2002 Exemplare gefertigt).

## Motorisierungen
| Sterne im Euro-NCAP-Crashtest |

Nach der Modellpflege im Sommer 2003 wurden im Corsa die Ottomotoren 1.0 und 1.4 durch kraftstoffsparende „Twinport“-Motoren ersetzt. Sie haben zwei getrennte Einlasskanäle pro Zylinder, von denen einer bei Teillast durch Klappen verschlossen werden kann.
Durch das „Twinport“-System stieg bei der 3-Zylinder-Maschine die Motorleistung um 1,5 kW (2 PS) auf 44 kW (60 PS; Z10XE hat 43 kW/58 PS). Trotzdem sank der Verbrauch und bei sparsamer Fahrweise konnten 4,5 l/100 km erreicht werden. Der 1,2 Liter-Motor hat 4 Zylinder und leistete 55 kW (75 PS; Z12XE). Erst ab Modelljahr 2005 wurde dieser Motor durch den entsprechenden Twinport-Motor ersetzt (Z12XEP: 59 kW/80 PS). Der 1,8er-Motor blieb jedoch unverändert und war auch zum Beispiel in der Modellvariante Sport erhältlich. Der GSi hingegen wurde zur reinen Modellvariante, lieferbar mit den Motoren 1.4, 1.8 und 1.7 CDTi.
Ab dem Facelift gab es den Isuzu-Dieselmotor 1.7 DTI (Opel-Bezeichnung Y17DT; 55 kW/74 PS; 165 Nm) auch mit Common-Rail-Einspritzung unter der Bezeichnung 1.7 CDTi (Opel-Bezeichnung Z17DTH; 74 kW/101 PS; 240 Nm). Der Motor wurde auch im Astra H sowie in einigen Autos der Marke Honda verwendet.
Des Weiteren wurde gleichzeitig der kleine Diesel 1.3 CDTi mit 51 kW (69 PS) eingeführt, der eine Fiat Powertrain-Entwicklung ist.
Alle Motoren, bis auf den Diesel vor der Modellpflege, erfüllen die Euro-4-Norm.

## Technische Daten

### Ottomotoren
|                                           | 1.0 12V ECOTEC  | 1.0 12V TWINPORT ECOTEC | 1.2 16V ECOTEC  | 1.2 16V TWINPORT ECOTEC | 1.4 16V ECOTEC  | 1.4 16V TWINPORT ECOTEC | 1.8 16V ECOTEC (GSi) |
| ----------------------------------------- | --------------- | ----------------------- | --------------- | ----------------------- | --------------- | ----------------------- | -------------------- |
| Motorkennzeichnung                        | Z10XE           | Z10XEP                  | Z12XE           | Z12XEP                  | Z14XE           | Z14XEP                  | Z18XE                |
| Bauzeitraum                               | 09.2000–08.2003 | 08.2003–07.2006         | 09.2000–08.2004 | 09.2004–07.2006         | 09.2000–08.2003 | 08.2003–07.2006         | 02.2001–07.2006      |
| Zylinder                                  | 3               | 3                       | 4               | 4                       | 4               | 4                       | 4                    |
| Hubraum (cm³)                             | 973             | 998                     | 1199            | 1229                    | 1389            | 1364                    | 1796                 |
| Bohrung × Hub (mm)                        | 72,5 × 78,6     | 73,4 × 78,6             | 72,5 × 72,6     | 73,4 × 72,6             | 77,6 × 73,4     | 73,4 × 80,6             | 80,5 × 88,2          |
| Verdichtung                               | 10,1            | 10,5                    | 10,1            | 10,5                    | 10,5            | 10,5                    | 10,5                 |
| Leistung (kW (PS) bei 1/min)              | 43 (58)/5600    | 44 (60)/5600            | 55 (75)/5600    | 59 (80)/5600            | 66 (90)/6000    | 66 (90)/5600            | 92 (125)/6000        |
| Drehmoment (Nm bei 1/min)                 | 85/3800         | 88/3800                 | 110/4000        | 110/4000                | 125/4000        | 125/4000                | 165/4600             |
| Höchstgeschwindigkeit (km/h) (1)          | 155             | 157                     | 170             | 175                     | 180             | 179                     | 202                  |
| Beschleunigung 0–100 km/h (s) (1)         | 16,0            | 15,5                    | 13,0            | 12,5                    | 11,5            | 11,5                    | 9,0                  |
| Kraftstoffverbrauch Stadt (l/100 km) (1)  | 7,2             | 6,9–7,1                 | 8,2             | 7,8–8,0                 | 9,8             | 7,9–8,1                 | 10,8–11,0            |
| Kraftstoffverbrauch Land (l/100 km) (1)   | 4,7             | 4,4–4,6                 | 5,2             | 4,6–4,8                 | 5,7             | 4,7–4,9                 | 5,6–5,8              |
| Kraftstoffverbrauch gesamt (l/100 km) (1) | 5,6             | 5,3–5,5                 | 6,3             | 5,8–6,0                 | 7,2             | 5,9–6,1                 | 7,5–7,7              |
| CO2-Emissionen gesamt (g/km) (1)          | 135             | 127–132                 | 151             | 139–144                 | 173             | 142–146                 | 179–185              |
| Abgasnorm                                 | Euro 4          | Euro 4                  | Euro 4          | Euro 4                  | Euro 4          | Euro 4                  | Euro 4               |

### Dieselmotoren
|                                           | 1.3 CDTI ECOTEC (2) | 1.7 DI ECOTEC   | 1.7 DTI ECOTEC  | 1.7 CDTI ECOTEC (1) |
| ----------------------------------------- | ------------------- | --------------- | --------------- | ------------------- |
| Motorkennzeichnung                        | Z13DT               | Y17DTL          | Y17DT           | Z17DTH              |
| Bauzeitraum                               | 08.2003–07.2006     | 09.2000–08.2003 | 09.2000–08.2003 | 08.2003–07.2006     |
| Zylinder                                  | 4                   | 4               | 4               | 4                   |
| Hubraum (cm³)                             | 1248                | 1686            | 1686            | 1686                |
| Bohrung × Hub (mm)                        | 69,6 × 82,0         | 79,0 × 86,0     | 79,0 × 86,0     | 79,0 × 86,0         |
| Verdichtung                               | 18,0                | 18,4            | 18,4            | 18,4                |
| Leistung (kW (PS) bei 1/min)              | 51 (70)/4000        | 48 (65)/4500    | 55 (75)/4400    | 74 (101)/4400       |
| Drehmoment (Nm bei 1/min)                 | 170/1750–2500       | 130/2000–3000   | 165/1800        | 240/2300            |
| Höchstgeschwindigkeit (km/h) (3)          | 165                 | 162             | 170             | 188                 |
| Beschleunigung 0–100 km/h (s) (3)         | 14,5                | 14,5            | 13,5            | 11,5                |
| Kraftstoffverbrauch Stadt (l/100 km) (3)  | 5,6–5,8             | 5,6–5,8         | 5,8             | 6,3–6,5             |
| Kraftstoffverbrauch Land (l/100 km) (3)   | 3,7–3,9             | 3,9–4,1         | 4,1             | 3,8–4,0             |
| Kraftstoffverbrauch Gesamt (l/100 km) (3) | 4,4–4,6             | 4,5–4,7         | 4,7             | 4,7–4,9             |
| CO2-Emissionen (g/km) (3)                 | 119–124             |                 | 126             | 127–132             |
| Abgasnorm                                 | Euro 4              | Euro 3          | Euro 3          | Euro 4              |

### Logos

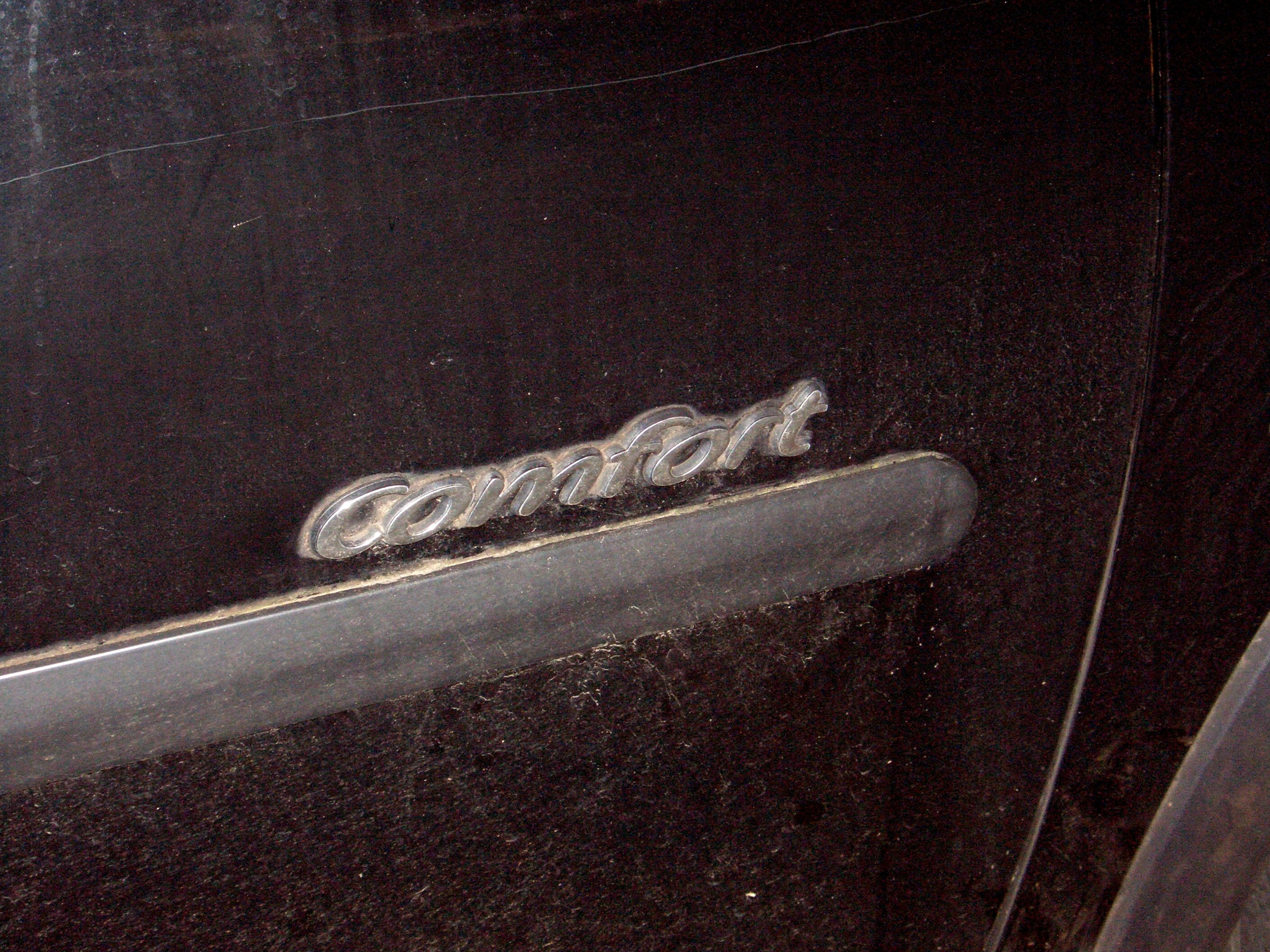
Opel Corsa C Comfort
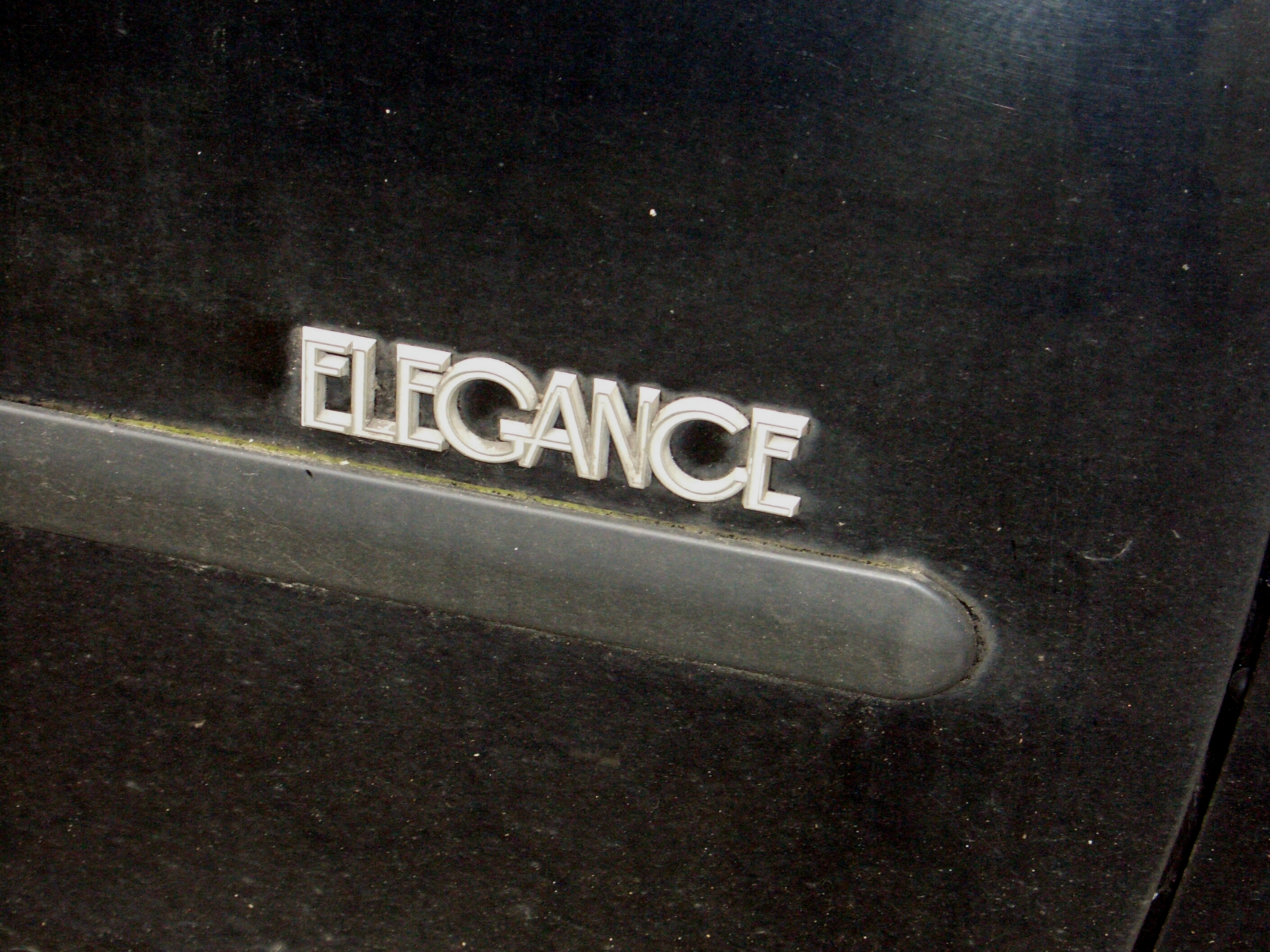
Opel Corsa C Elegance
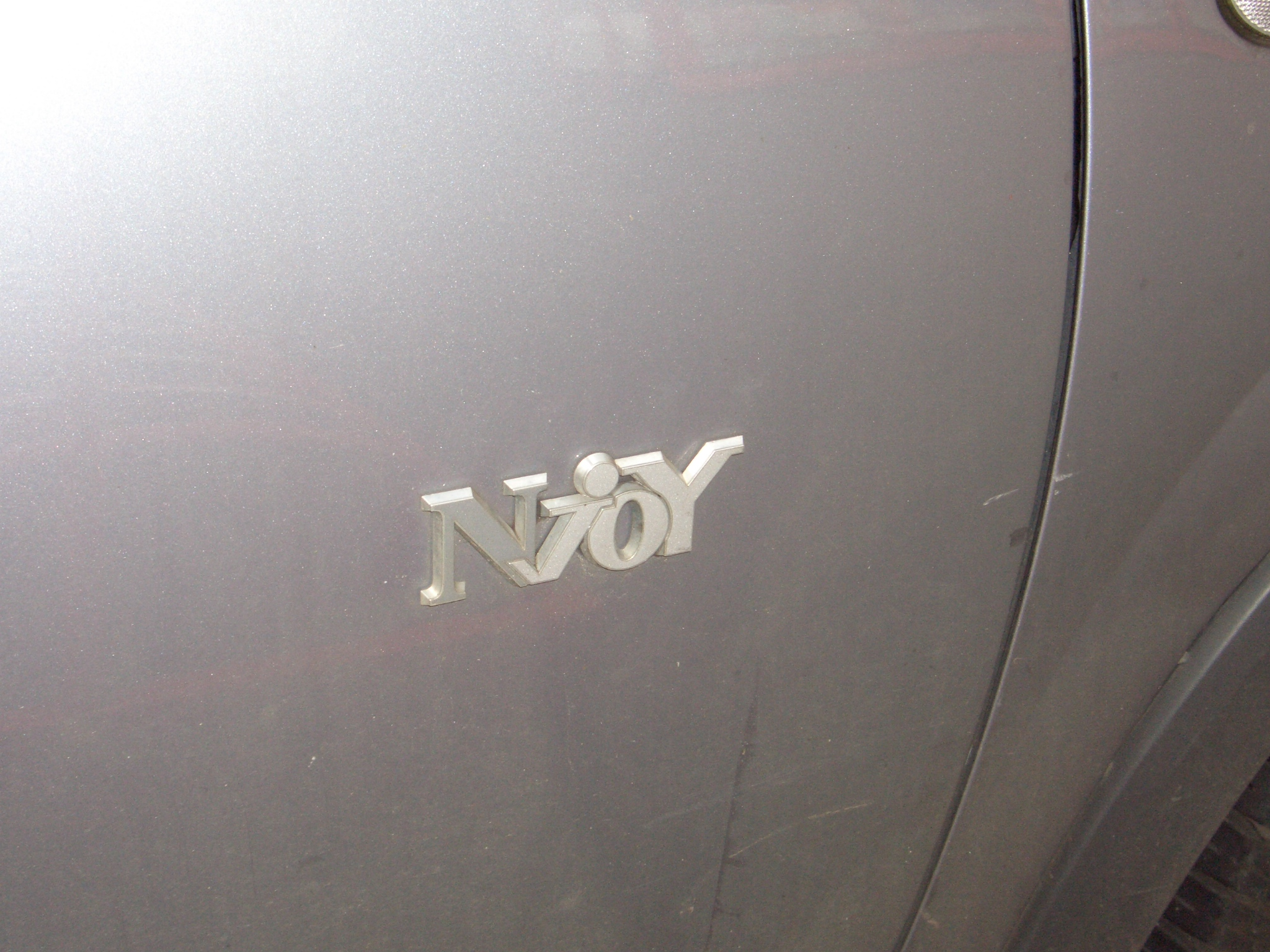
Opel Corsa C NJOY
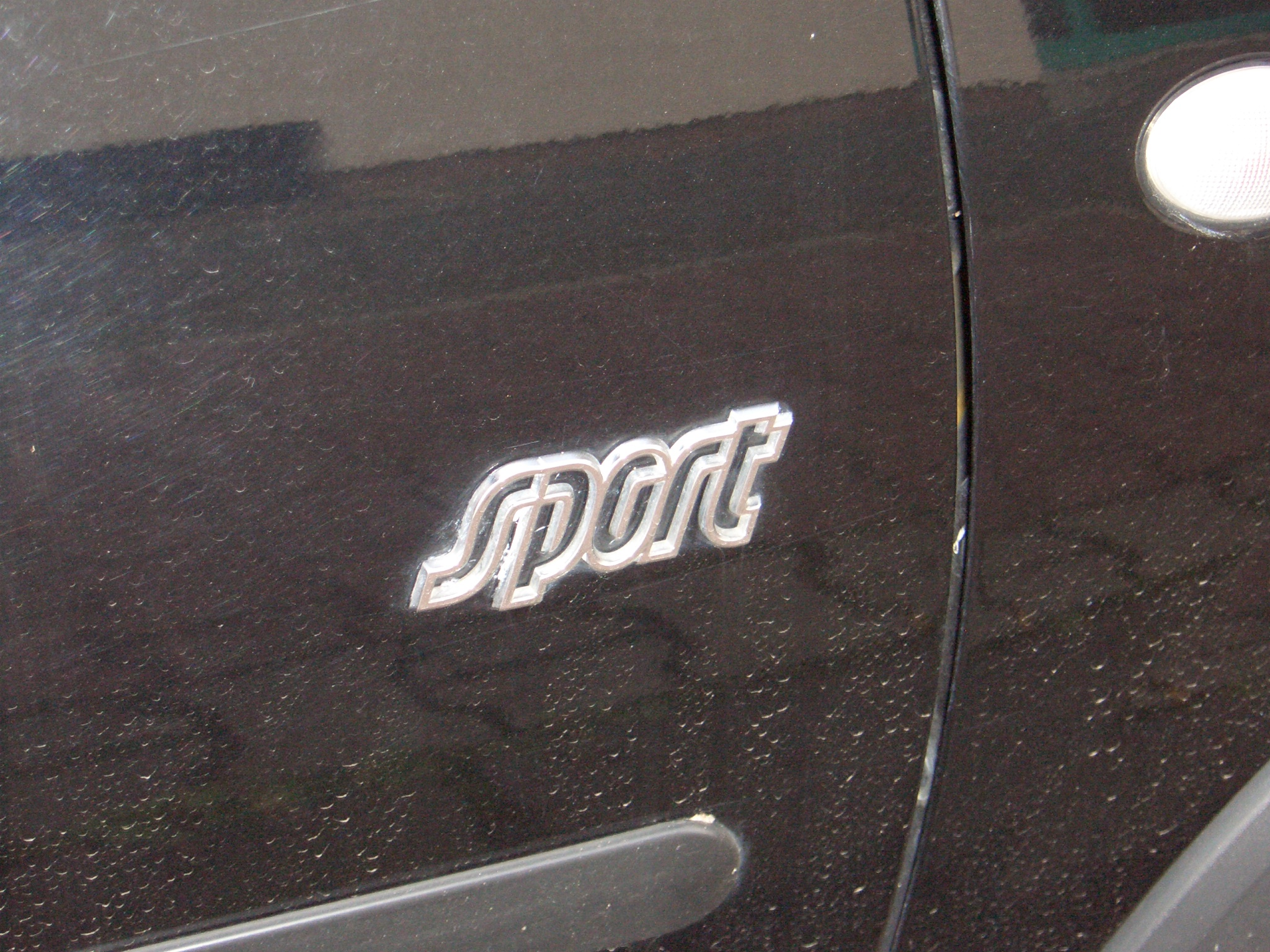
Opel Corsa C Sport
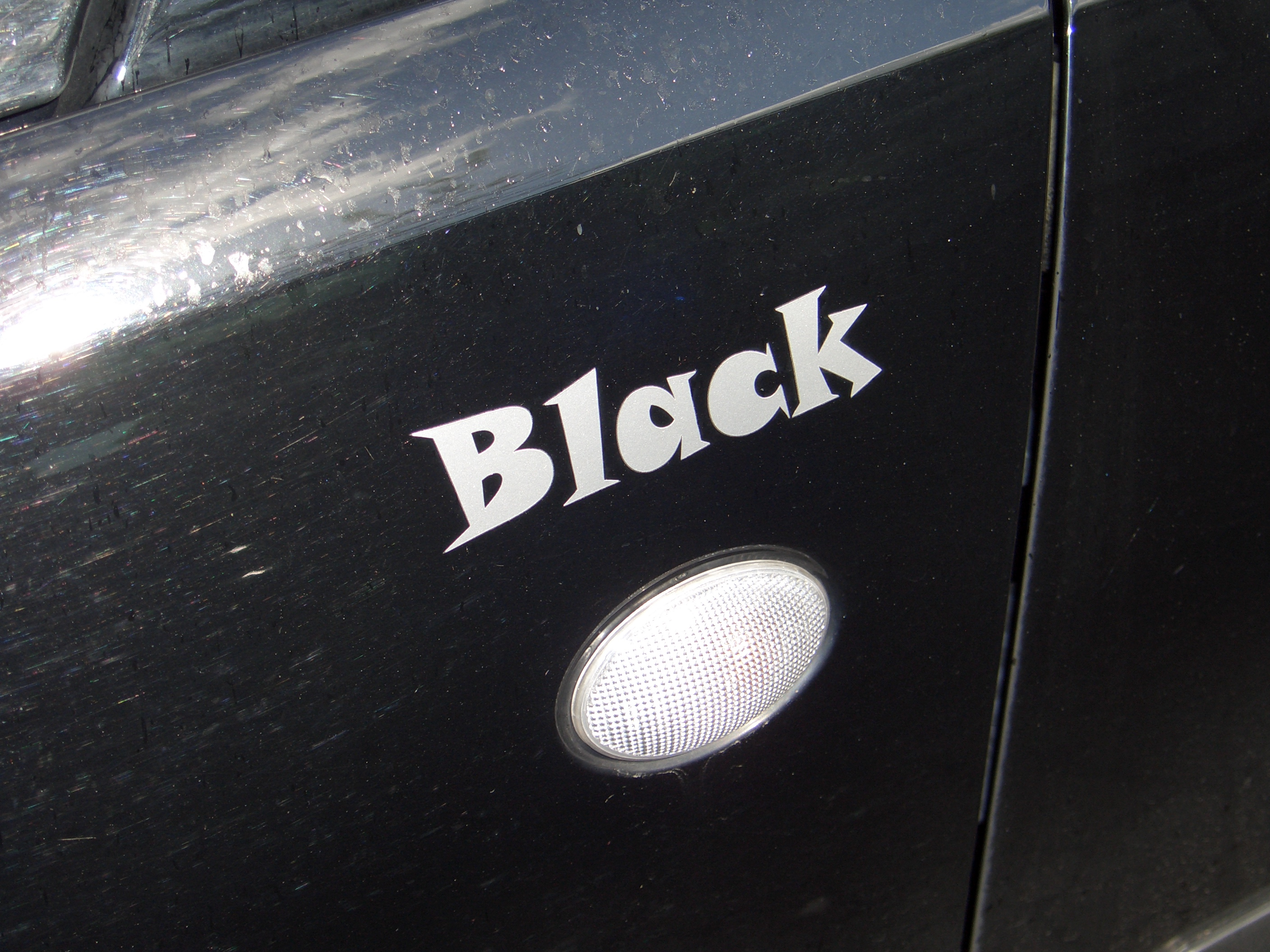
Opel Corsa C Black